# Liste der Monuments historiques in Hablainville
Die Liste der Monuments historiques in Hablainville führt die Monuments historiques in der französischen Gemeinde Hablainville auf.

## Liste der Immobilien
| Bezeichnung             | Beschreibung | Standort                  | Kennzeichnung | Schutzstatus | Datum | Bild |
| ----------------------- | ------------ | ------------------------- | ------------- | ------------ | ----- | ---- |
| Zwei Beobachtungsbunker | 1914 erbaut  | westlich des Ortes (Lage) | PA00106042    | Classé       | 1922  |      |